# Verthebral
Verthebral ist eine Death-Metal-Band aus Paraguay.

## Geschichte
Gegründet wurde die Band im Jahr 2013. Erstes musikalisches Lebenszeichen war eine EP in Eigenregie (Adultery of Soul, 2015). 2017 veröffentlichte sie das Album Regeneration bei drei Labels (Satanath Records, More Hate Productions und Final Gate Records). Spätere Neuauflagen erschienen bei verschiedenen anderen Labels (u. a. Tales from the Pit Records, Eclipsys Lunarys, Nomade Records, Extreme Sound Records, Thrash or Death Records, Totem Records, Screaming Skull Records und Ablaze Productions). 2019 erschien Abysmal Decay bei Transcending Obscurity Records mit neuen Auflagen bei Labels wie Under Machine Records und Extreme Sound Records.

## Stil
Das Album Abysmal Decay der Band wurde stilistisch der Band Krisiun nahestehend bezeichnet. Weitere Paten seien „darüber hinaus sicherlich auch amerikanische Ostküsten-Kommandos (Incantation, Malevolent Creation, frühe Deicide)“.

## Diskografie
- 2015: Adultery of Soul (EP, Eigenveröffentlichung)
- 2017: Regeneration (Album, More Hate Productions / Satanath Records / Final Gate Records)
- 2019: Abysmal Decay (Album, Transcending Obscurity Records)